# فصل شمسي

24 مصطلحًا شمسيًا و 72 خماسيًا ، مع نسخ روماجي ياباني

الفصل الشمسي هو أحد 24 فترة أو فصل في التقويم الشرق آسيوي أو التقويم القمري-الشمسي والذي يوافق بعض الأحداث الجوية أو ظواهر الطقس.
يحدد كل فصل ب 15 درجة على طول المدار الشمسي الذي يستخدم في التقويم القمري-الشمسي. نشأت الفصول الشمسية في الصين وثم انتشرت إلى كوريا، فيتنام، واليابان.

## النقاط الشمسية الصينية
في المجتمع الدولي للأرصاد الجوية، تعرف «النقاط الشمسية الصينية الـ24» بالاختراع العظيم الخامس في الصين". 
ففي الربيع، والصيف، والخريف، والشتاء يمر الوقت مع تغير الفصول، حيث تتغير درجات الحرارة، وعادات نمو النباتات والحيوانات، بالإضافة إلى المناظر الطبيعية. ومن أجل تسجيل الوقت، وتخطيط المعيشة، كان هذا التقويم الفريد من نوعه من «النقاط الشمسية الصينية الـ24» يتخلل حياة أبناء الشعب الصيني بأكملها منذ العصور القديمة.
وعلى الصعيد الدولي أدرجت منظمة الأمم المتحدة للتربية والعلوم والثقافة (اليونسكو) يوم الأربعاء «النقاط الشمسية الصينية الـ24» على قائمة التراث الثقافي البشري غير المادي.
وجاء قرار ضم التراث الصيني الذي يمثل المعرفة الصينية بالوقت والممارسات التي تطورت من خلال ملاحظة الحركة السنوية للشمس، خلال الدورة الـ11 للجنة الحكومية الدولية لحماية التراث الثقافي غير المادي التابعة لمنظمة الأمم المتحدة للتربية والعلوم والثقافة (اليونسكو) التي عقدت في العاصمة الإثيوبية أديس أبابا.